# Надмірність даних
У головній пам’яті комп’ютера, допоміжній пам’яті та шинах комп’ютера надмірність даних — це наявність даних, які є додатковими до фактичних даних і дозволяють виправити помилки в збережених або переданих даних. Додаткові дані можуть бути просто повною копією фактичних даних або лише виділеними фрагментами даних, які дозволяють виявити помилки та відновити втрачені або пошкоджені дані до певного рівня.
Наприклад, включаючи додаткові контрольні суми даних, пам’ять ECC здатна виявляти та виправляти однобітові помилки в кожному слові пам’яті, тоді як RAID 1 об’єднує два жорстких диска (HDD) у логічний блок зберігання, що дозволяє збереженим даним не бути втраченими навіть при повному виходу з ладу одного диска.  Надлишковість даних також може використовуватися як захід проти тихого пошкодження даних ; наприклад, такі файлові системи, як Btrfs і ZFS, використовують контрольну суму даних і метаданих у поєднанні з копіями збережених даних, щоб виявити тихе пошкодження даних і виправити його наслідки.

## У системах баз даних
Незважаючи на свою природу, надмірність даних також має місце в системах баз даних, значення яких повторюються без потреби в одному або кількох записах або полях, у таблиці, або коли поле використовується/повторюється в двох або більше таблицях. Часто це зустрічається в ненормалізованих конструкціях баз даних і призводить до ускладнення управління базою даних, введення ризику пошкодження даних і збільшення необхідного обсягу зберігання. Коли це зроблено навмисне з раніше нормованої схеми бази даних, це може розглядатися як форма денормалізації бази даних; використовується для підвищення продуктивності запитів до бази даних (скорочення часу відповіді бази даних).
Наприклад, коли дані клієнта дублюються та додаються до кожного купленого продукту, надлишковість даних є відомим джерелом невідповідності, оскільки даний клієнт може мати різні значення для одного або кількох своїх атрибутів. Надлишковість даних призводить до аномалій і пошкодження даних, і, як правило, її слід уникати навмисно; застосування нормалізації бази даних запобігає надмірності та забезпечує найкраще використання сховища.